# Ernst Christoph Bindemann
Ernst Christoph Bindemann (geboren am 22. Dezember 1766 in Wustermark in der Mittelmark; gestorben am 19. November 1845 in Neuendorf, Kreis Greifenhagen) war ein deutscher Lyriker und Übersetzer.
Bindemanns Eltern waren der Pfarrer Levin Christoph Bindemann und Johanna Sophia, geborene Solger, eine Tante des Philosophen Karl Wilhelm Ferdinand Solger. Er studierte von 1786 bis 1788 Theologie an der Universität Halle und fand nach längerer Tätigkeit als Hauslehrer 1793 eine Anstellung als Frühprediger und Konrektor in Schwedt/Oder, 1794 wurde er dort Rektor und Diakon. Von 1801 bis zu seinem Tod war er Pastor in Neuendorf im Kreis Greifenhagen.
Bindemann hatte bereits in den Jahrgängen 1791 und 1792 des Berlinischen Musenalmanachs Gedichte veröffentlicht und gab zwischen 1793 und 1797 zusammen mit Friedrich Schmidt von Werneuchen den Neuen Berlinischen Musenalmanach heraus, zu dem er zahlreiche Beiträge lieferte. Auch dem Urteil der Zeitgenossen nach hoben sich seine Gedichte positiv gegenüber den anderen Beiträgen in dem Almanach ab. Dennoch gilt seine am Göttinger Hain orientierte, das Landleben idealisierende Lyrik als wenig eigenständig.
Bedeutend ist Bindemann als Übersetzer. 1793 legte er die erste vollständige deutsche Übersetzung der Werke Theokrits vor, die sich gegenüber zeitgenössischen Übersetzungen durch hohe Genauigkeit und Eleganz der metrischen Nachbildung auszeichnete.

## Werke
- Theokrits Idyllen und Epigramme. Aus dem Griechischen metrisch übersetzt, und mit Anmerkungen. Francke, Berlin 1793; urn:nbn:de:bvb:12-bsb10234299-0.
- Stutzbart, ein satirisches Sittengemälde. Neuschottland in Amerika [d. i. Breslau] 1787; gdz.sub.uni-goettingen.de (anonym erschienen, die Zuschreibung ist sehr unsicher).
- Das Mädchen von Orleans. Ein heroisch-komisches Gedicht in sechszehn Gesängen, nach Voltaire. Paris 1787. 8. neue Auflage Rom 1789. Weitere Ausgabe: Das Mädchen von Orleans. In Blumauers Manier travestirt. Neugallien 1810 (die Erscheinungsorte sind fiktiv).